# 워너 브라더스
워너 브라더스 엔터테인먼트 주식회사(영어: Warner Bros. Entertainment Inc.), 워너 브라더스(Warner Bros. , WB)는 미국 캘리포니아주 버뱅크의 "워너 브라더스 스튜디오, 버뱅크"에 처음 설립된, AT&T의 워너미디어의 자회사로 미디어 엔터테인먼트 회사이다. 1923년에 해리 워너, 앨버트 워너, 샘 워너, 잭 워너가 공동 창립한 이 회사는, 워너 브라더스 픽처스로 영화 제작 및 배급을 하게 되었다. 영화 산업에서 성공한 워너 브라더스는 사업을 확장하여, 워너 브라더스 애니메이션을 설립하여 애니메이션 산업에, 워너 브라더스 텔레비전 스튜디오를 설립하여 TV 산업에, 워너 브라더스 인터랙티브 엔터테인먼트를 설립하여 비디오 게임을 제작 및 배급하기 시작했다. 또한 미국영화협회에 가입한 할리우드 메이저 5대 스튜디오 중 하나이다.
워너 브라더스는 워너 브라더스 픽처스, 워너 브라더스 인터랙티브 엔터테인먼트, 워너 브라더스 애니메이션, 뉴 라인 시네마, 카툰 네트워크와 DC 스튜디오 등을 경영 및 운영하고 있다. 또한 《루니 툰》의 캐릭터 벅스 버니는 워너 브라더스의 공식 마스코트이다.

## 역사

### 창립

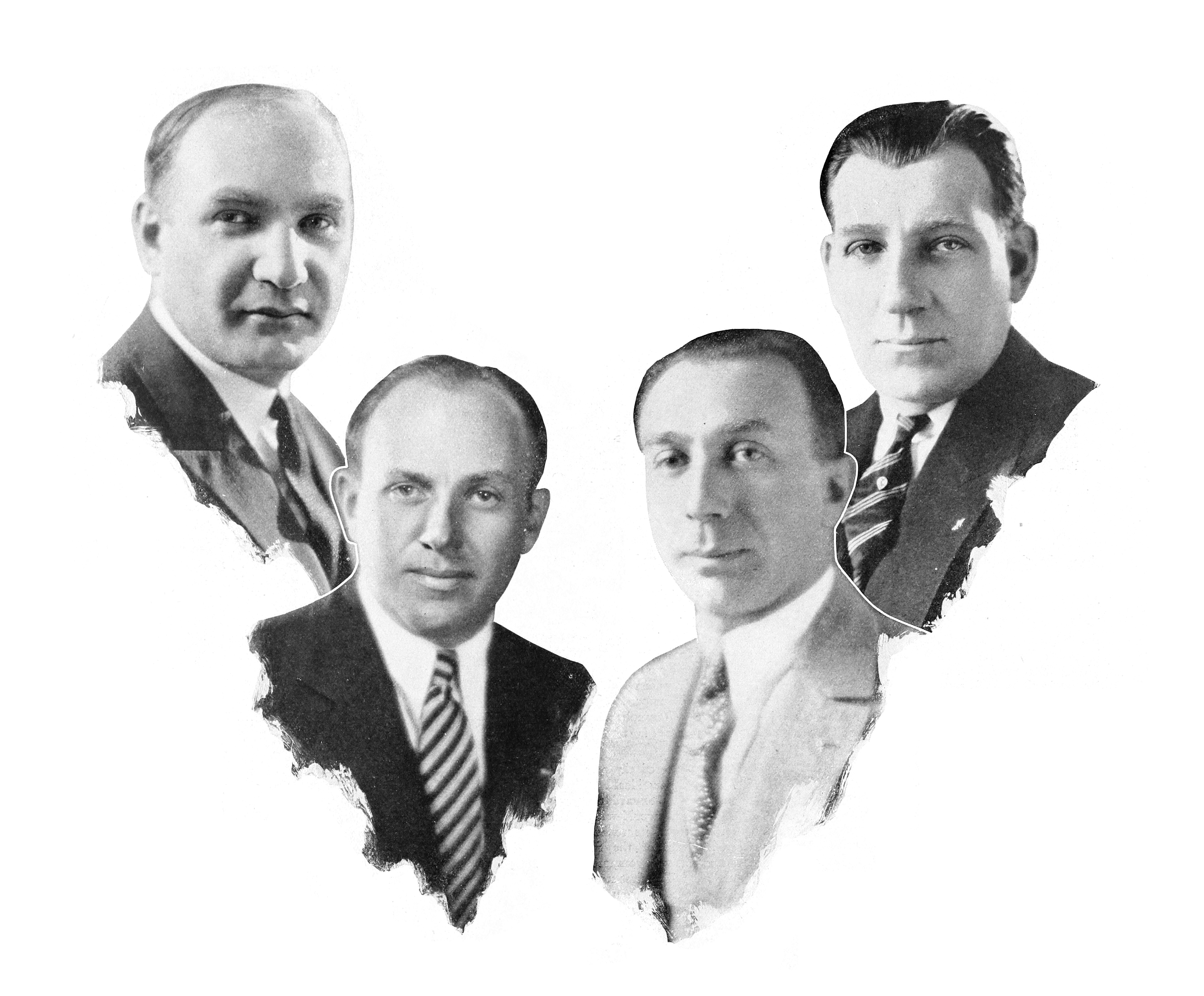
워너 4형제, 앨버트 워너, 잭 워너, 해리 워너, 샘 워너 순

1918년 4명의 워너 형제인 잭 워너, 해리 워너, 앨버트 워너, 샘 워너는 '워너 브라더스, 버뱅크 스튜디오'를 설립했는데, 이후 1922년에 이들은 워너 브라더스 픽처스로 이름을 바꾸었다. 초기 워너 브라더스는 재정이 좋지 않아 과감하게 영화계에서 인정받지 않는 사업에 나서기 시작하는데, 그 때 워너 브라더스는 1922년에 워너 브라더스는 바이오그래프를 인수하게 된다. 이때 영화계에서 무시받던 기술인 발성 영화 개발을 위해 워너브라더스는 웨스턴 일렉트릭과 함께 바이타폰(Vitaphone)을 설립했다.

### 1925년~1935년: 갱스터와 뮤지컬 영화에 관한 투자
이러면서 1926년에 음악이 나오는 《돈 주앙》을 개발하게 된다. 다음 해인 1927년에 최초의 발성 영화인 《재즈 싱어》를 개발하게 된다. 《재즈 싱어》의 개봉은 워너브라더스를 단숨에 메이저 스튜디오로 올려 놓았다. 하지만 《재즈 싱어》의 성공으로 메이저 스튜디오로 들어갔지만 워너의 재정 상태는 좋지 않았다. 1929년, 예전에 메이저였던 퍼스트네셔널 픽처스를 인수하면서 워너는 한가지 장르에 집중적으로 하기 시작하였는데 그것이 바로 갱스터와 뮤지컬 영화였다.
먼저 갱스터 영화는 제임스 캐그니, 에드워드 G. 로빈슨 등의 배우들을 기용하기 시작하였는데 캐그니는 1931년, 《공공의 적》, 로빈슨은 퍼스트네셔널에서 《리틀 시저》 등의 영화에 출연하였다. 1932년에는 폴 무니가 《나는 탈옥수》에 출연하였는데 이후 무니는 《에밀 졸라의 생애》 등 워너의 영화에 많이 출연하였다.

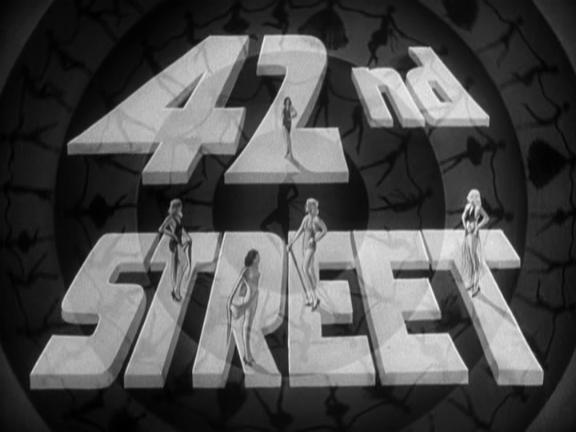
《42번가》

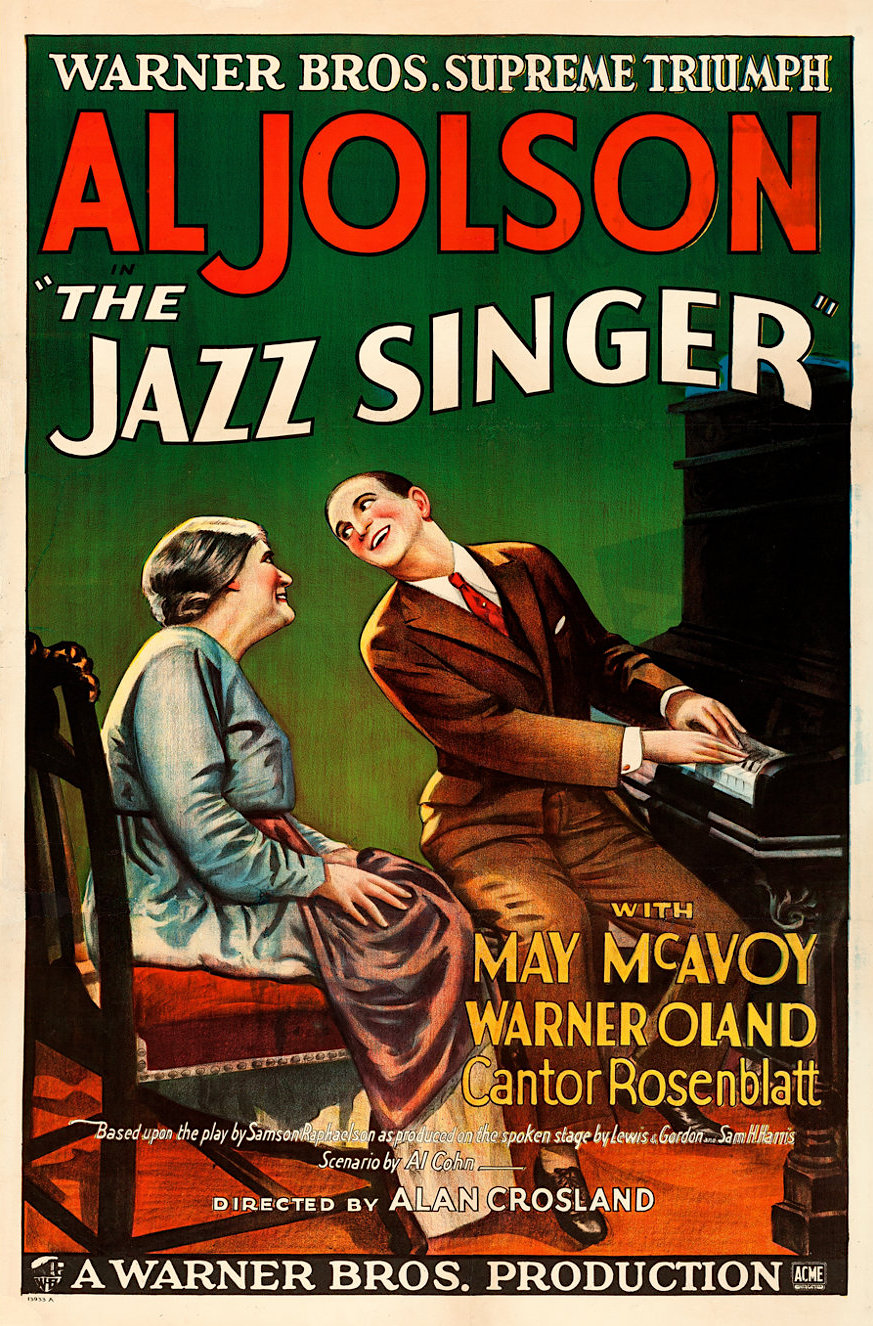

이때 워너는 대릴 F. 재넉, 핼 B. 월리스 등의 제작자를 보유하게 되었는데 재넉은 이후 20세기 폭스로 건너가게 된다. 또한 워너는 뮤지컬 영화를 제작하기 위해 무대안무가 버스비 버클리를 영입하게 된다.
버클리가 맡은 영화로는 《42번가》, 《1933년의 황금광들》, 《풋라이트 퍼레이드》 등이 있는데 버클리는 안무를 맡았고 뮤지컬 외 장면은 로이드 베이컨 같은 감독이 맡았다. 이 영화에서 워너는 루비 킬러, 딕 파월, 진저 로저스같은 배우를 출연시키는데 진저 로저스는 RKO 라디오 픽처스에서 프레드 아스테어와 함께 커플을 이루어 대스타가 된다.
한편 제임스 캐그니는 B급 영화 제작사인 그랜드 네셔널 픽처스에서 다시 오면서 갱스터 영화인 《더럽혀진 얼굴의 천사》, 《광란의 20년대》 등의 영화에 출연하게 되는데 《더럽혀진 얼굴의 천사》의 감독을 헝가리 출신의 마이클 커티즈가 맡게 되었다. 이후 커티즈는 워너에서 여러 영화를 감독하게 되었다. 이러면서 워너의 4대 갱스터 영화 배우로는 예전부터 갱스터를 찍어 온 제임스 캐그니, 에드워드 G. 로빈슨, 조지 래프트, 그리고 새로 발견한 험프리 보가트가 있었다. 이외에도 워너에서 보유한 배우로는 폴 무니, 베티 데이비스 등이 있었다.

### 1930년대 이후 (프레코드 필름사 인수 후)

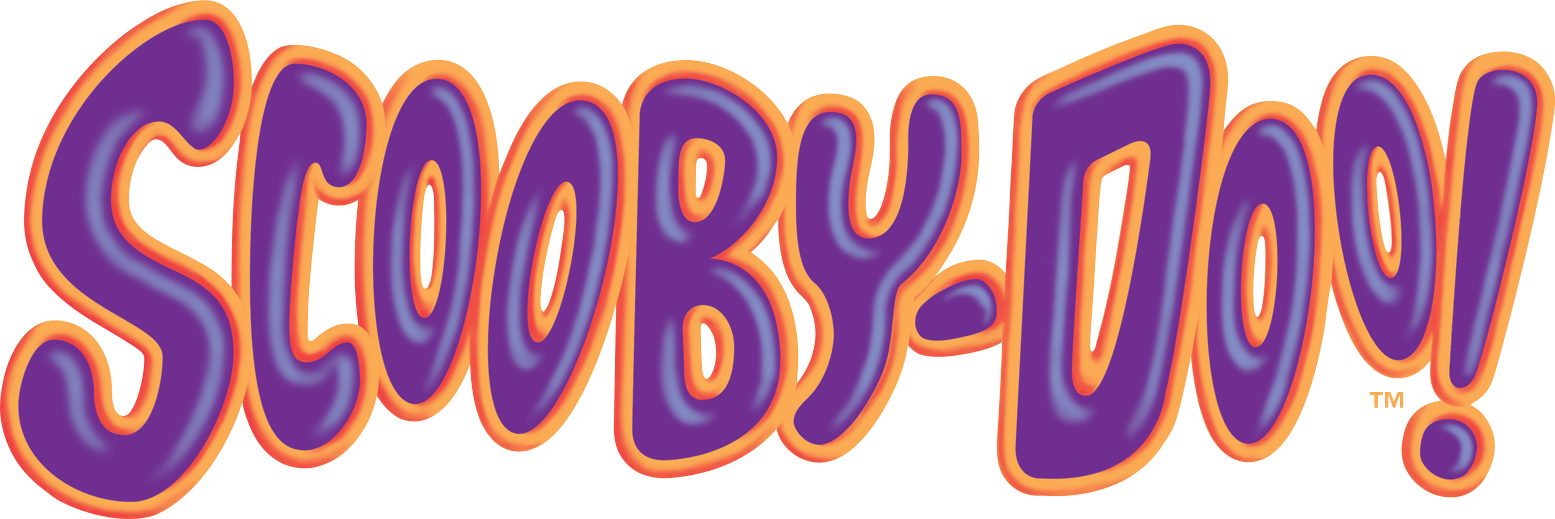

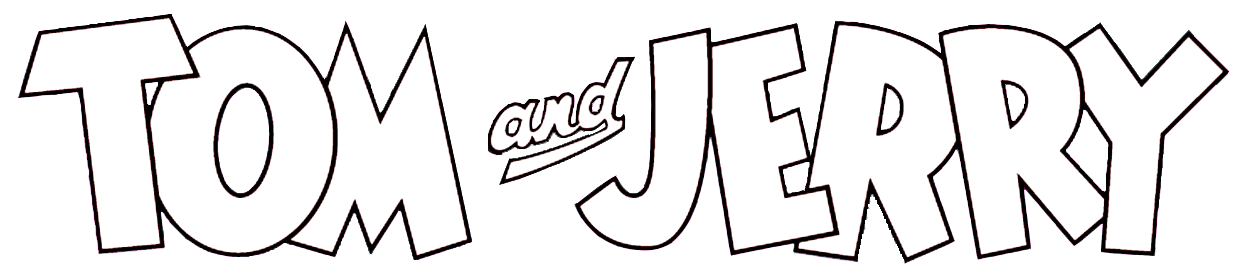

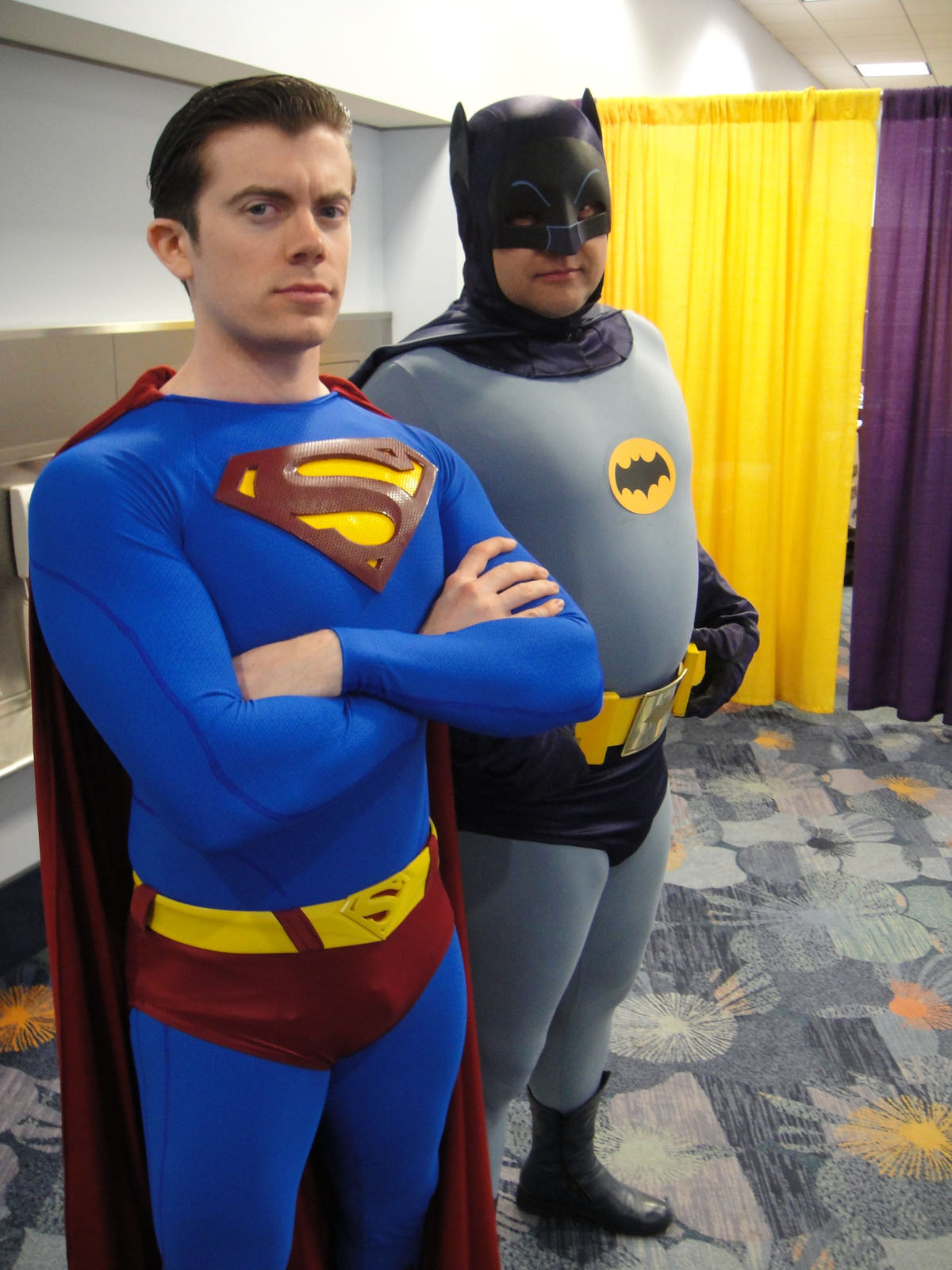

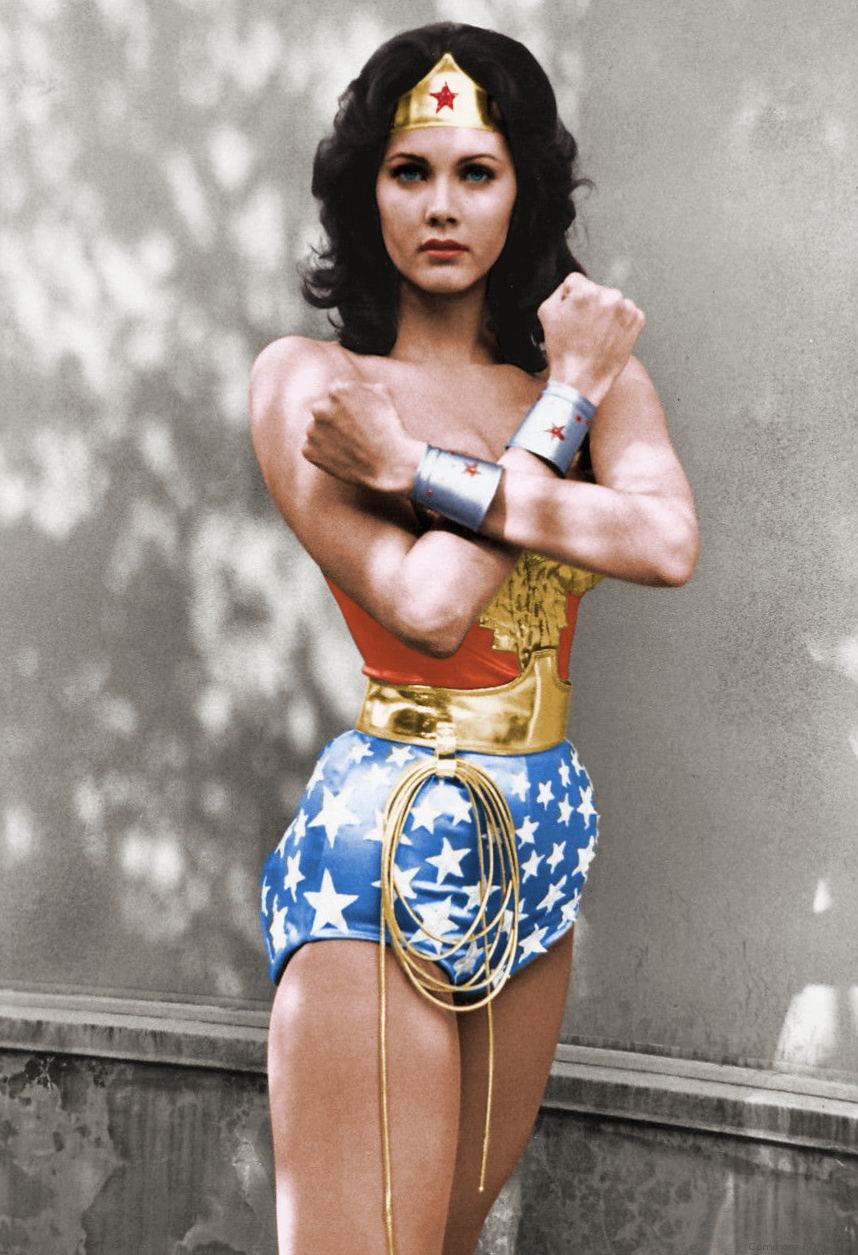

#### 워너 브라더스의 만화 영화
워너에서는 리언 슐레진저가 제작을 맡은 루니툰과 메리 멜로디 시리즈가 인기를 얻게 된다. 이 만화영화에는 벅스 버니, 대피 덕 등의 캐릭터가 등장한다. 1930년대부터 시작한 루니툰 시리즈는 컬러를 사용한다. 루니툰은 다른 만화영화처럼 1940년대에는 제2차 세계대전의 전쟁 선전 만화영화도 제작하였다. 루니툰의 감독으로는 텍스 어베리, 루돌프 아이슬링, 척 존스 등이 있다. 그 후 메트로-골드윈-메이어의 영화 판권을 사면서 MGM의 만화영화도 사들였는데 그중에서는 톰과 제리 시리즈도 있었다.

### 새 소유회사의 등장 & 타임 워너 시대 개막

2022년부터 사용된 보조 로고

1989년, 워너 커뮤니케이션스는 신문, 잡지를 발간하는 미국 최대의 언론사인 타임 (잡지)사와 합병하게 되었고 뉴스 코퍼레이션에 이은 미국 2번째 미디어그룹인 타임 워너를 출범시킨다.
1991년 ~ 1998년까지 리젠시 엔터프라이즈의 제작 영화들을 배급했다.
1992년, 가족 영화 중심의 자회사인 워너 브라더스 패밀리 엔터테인먼트를 출범시켰고, 1년후인 1993년, 워너 브라더스 애니메이션의 영화 사업부문인 워너 브라더스 피처 애니메이션이 출범했다. (그러나 재정상의 어려움으로 2003년 해체되었다가 2014년 워너 브라더스 애니메이션 그룹이 출범하면서 제2의 창업을 선포한다.)
1996년, 영화 제작사인 뉴 라인 시네마, 캐슬 록 엔터테인먼트 그리고, 지상파 채널인 WTBS, 영화 전문채널 HBO, 뉴스 전문채널 CNN, HLN, 만화 전문채널 카툰 네트워크 등을 운영하는 케이블 송출업체 터너 브로드캐스팅 시스템을 인수하면서 워너 브라더스 입지가 새롭게 다져지는 원동력이 되었다.
1997년, 오스트레일리아의 엔터테인먼트 기업 빌리지 로드쇼 픽처스 그룹와의 파트너쉽을 체결했다.
1999년 ~ 2007년까지 캐슬 록 엔터테인먼트의 제작 영화들을 배급했다.
2000년, 타임 워너가 미국의 인터넷 업체 AOL을 인수하면서 AOL: 타임 워너 그룹을 형성하였으나 2004년, 사상 최악의 인수 합병이라는 실패 속에서 매출이 급속도로 하락해 일부 사업군을 철수하였다. 그리고, 2008년에 불어닥친 미국발 금융위기에 따른 경기침체 여파로 해가 갈수록 영업 실적이 저조해지면서 2009년 12월, 9년여 만에 독립기업으로 분할되었다.
2005년 ~ 2013년까지 레전더리 픽처스와의 파트너쉽을 체결했다.
2008년, 뉴 라인 시네마를 인수하면서 자회사로 합류시켰으며, 2년후, 배급권을 획득하는데 성공했다.
2014년, 헐리우드의 유명한 제작자 겸 감독 브렛 래트너와 미국 최고의 투자 전문가 제임스 파커가 운영하는 랫팩 엔터테인먼트와의 전략적 파트너쉽을 체결했다.

## 같이 보기
- 워너 레코드